# Harold Cassels
Harold Kennedy Cassels (Langzhong, Sichuan, Xina, 4 de novembre de 1898 - Taunton, Somerset, 23 de gener de 1975) va ser un jugador d'hoquei sobre herba anglès que va competir a començaments del segle xx.
El 1920 va prendre part en els Jocs Olímpics d'Anvers, on va guanyar la medalla d'or com a membre de l'equip britànic en la competició d'hoquei sobre herba.
Fill de pares missioners a l'Extrem Orient, el seu pare fou el primer bisbe a la Xina. Cassels fou enviat a Anglaterra a estudiar. Ho va fer al St. Lawrence College i al Queen's College de la Universitat de Cambridge. Durant la Primera Guerra Mundial s'allistà a la Royal Flying Corps i fou fet presoner de guerra.